# Botár Joachim
Botár Joachim (Bottár Joachim) (Csíktaploca, 1696 – Dés, 1764. február 3.) ferences rendi szerzetes.

## Élete
1719. június 24-én lépett a ferences rendbe, 1724. október 29-én szentelték pappá. 1741-44, 1750-53 és 1759-62 között az erdélyi rendtartomány főnöke, 1745-46-ban Kolozsváron, 1754-ben pedig Désen volt házfőnök. A rendtartomány főnökeként fontos szerepet játszott a dési ferences kolostor vitás birtokügyeinek békés elintézésében. A dési kolostor kriptájába temették el.

## Művei
- Az uzsoráról [Hely és év nélkül]
- Scientia secum quae est conscientia, seu proxima regula morum. Kolozsvár, 1735